# Agri (flod)
Agri er en 136 km lang flod i det sydlige Italien. Den har sit udspring ved Serra di Calvello i Appenninerne i 1.567 meters højde Floden løber gennem regionen Basilicata og munder ud i Det Ioniske Hav nær Policoro. I antikken var navnet på floden Aciris.
 Der er for få eller ingen kildehenvisninger i denne artikel, hvilket er et problem. Du kan hjælpe ved at angive troværdige kilder til de påstande, som fremføres i artiklen.